# Ostharingen
Ostharingen è una frazione (Ortsteil) della città di Liebenburg, nel land della Bassa Sassonia, in Germania.

## Storia
Già comune autonomo nel circondario di Gandersheim, passò a quello di Goslar il 1º aprile 1942; fu soppresso e incorporato a Liebenburg il 1º luglio 1972.